# Haus Klein-Schonebeck
Das Haus Klein-Schonebeck ist ein Rittersitz südwestlich des Hauses Groß-Schonebeck und südlich des Ortsteils Appelhülsen der Gemeinde Nottuln im Kreis Coesfeld in Nordrhein-Westfalen.

## Geschichte
Im Haus Klein-Schonebeck sind vermutlich zwei Höfe aufgegangen, denn im Rheinisch-westfälischen Urkataster von 1834 ist südlich des heutigen Hauses ein von einer Gräfte umgebener Acker namens Lusmannshof eingetragen. Das Haus Klein-Schonebeck, dessen durch Schriftquellen gesicherte Anfänge bis in das ausgehende 14. Jahrhundert zurückreichen, wurde von einem Zweig des sehr alten, aber mit der Zeit verarmten Adelsgeschlechts Schonebeck bewohnt, der sich in der Überlieferung nur schwer von den auf Haus Groß-Schonebeck und Haus Nienberge sitzenden Linien unterscheiden lässt. 1550 fiel das Anwesen an die Familie von Brabeck, die folgenden Besitzer waren die Herren von Aschebrock und von Westerholt.

## Beschreibung
Das rechteckige Haupthaus aus Ziegeln mit Werksteingliederungen liegt in einem Hausteich, der sich als Wassergraben um die Vorburg fortsetzt. Der Zugang erfolgte über eine schmale Holzbrücke. Das heutige Haupthaus wurde um 1520 errichtet. 1587 wurde es tiefgreifend umgebaut und ein Treppenturm angefügt. Ein Anbau auf der Südseite aus dem 18. Jahrhundert ist auf Pfeilern in den Hausteich gesetzt. Im Urkataster von 1826 ist noch zur Straße hin eine Scheune eingezeichnet. Die Gräften sind heute verlandet. Ein zweiter, im Urkataster schon als trocken gekennzeichneter, weiter nach Süden ausgreifender Gräftenring ist noch im Gelände erkennbar.

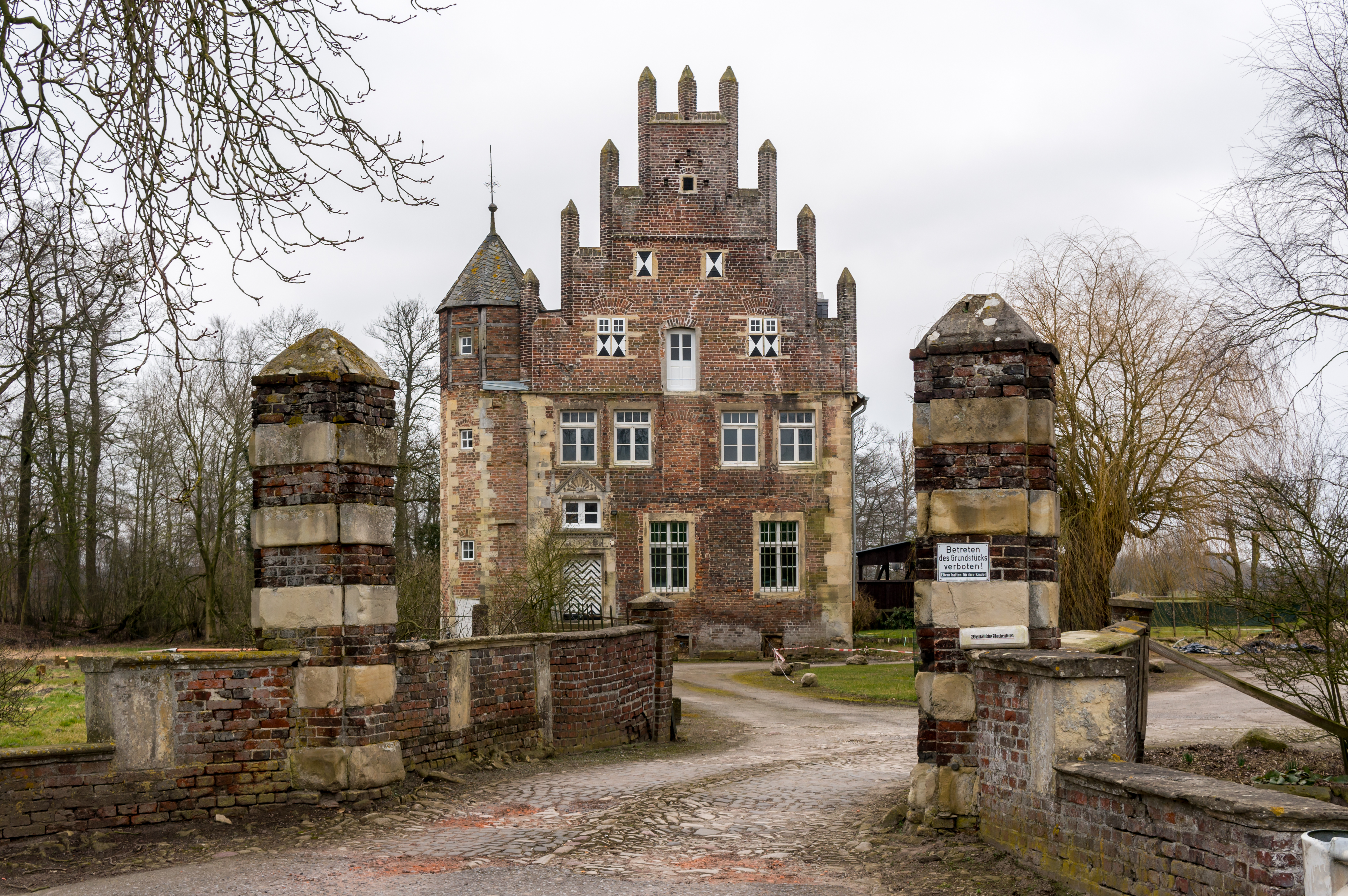
Das Hauptgebäude von Nordosten
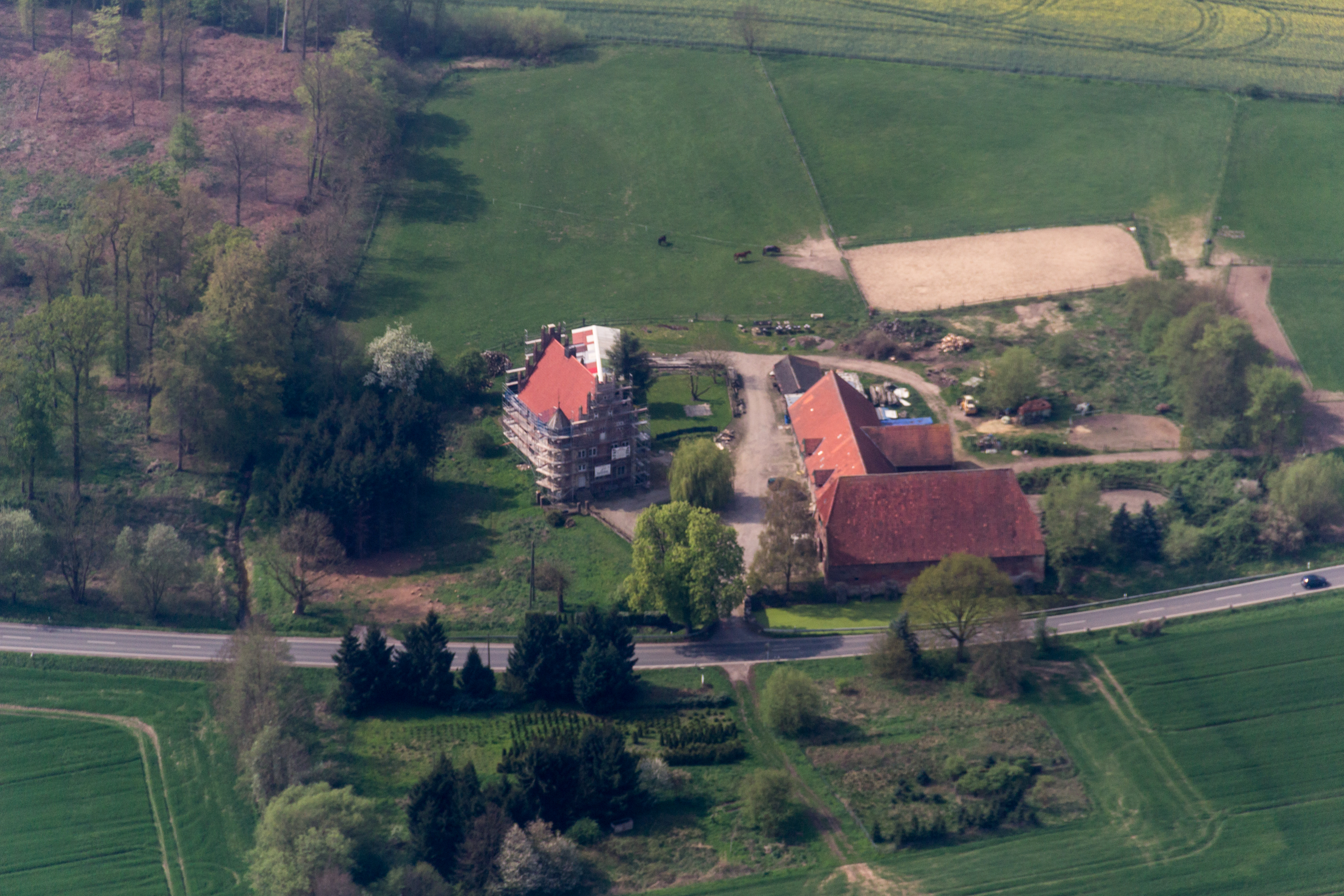
Luftbild mit eingerüstetem Haupthaus